# کیت دایسون
کیت دایسون (انگلیسی: Keith Dyson؛ زادهٔ ۱۰ فوریهٔ ۱۹۵۰) بازیکن فوتبال اهل بریتانیا است.
از باشگاه‌هایی که در آن بازی کرده‌است می‌توان به باشگاه فوتبال نیوکاسل یونایتد، باشگاه فوتبال لانکستر، و باشگاه فوتبال بلکپول اشاره کرد.